# Amor al prójimo (cristianismo)

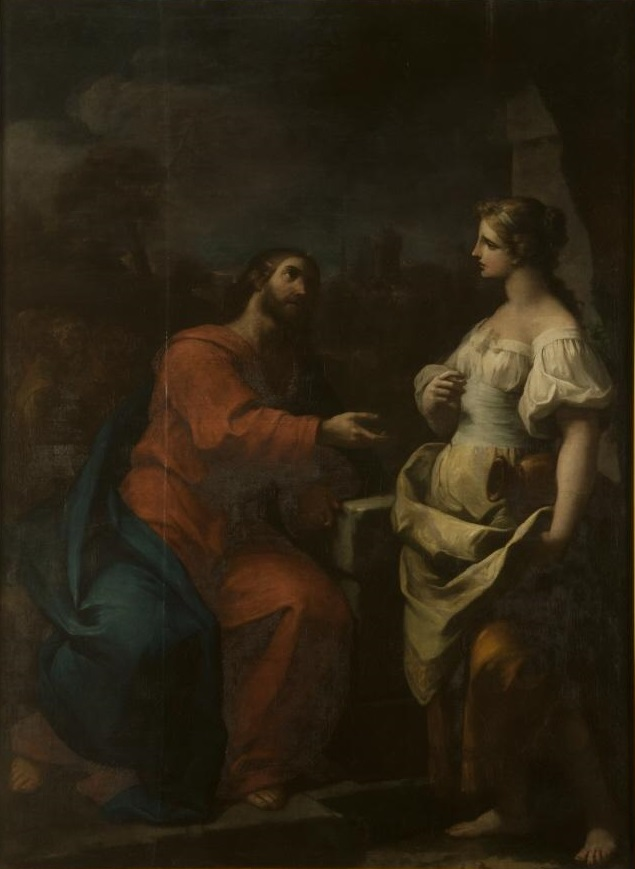
Jesus de Nazareth enseña a una samaritana en un pozo, en los tiempos de Jesus, judíos y samaritanos eran antagónicos.

Amor al prójimo, en cristianismo es un dogma fundamental en el comportamiento de un cristiano en que se sustenta no solo el cristianismo sino que también la ley mosaica del judaísmo. (Proverbios 17:17); (Marcos 12:33); (Mateo 22: 37-40).
En el concepto de amor al prójimo se engloba la empatía por otro ser humano sin importar su condición, se practica la consideración, la compasión, el altruismo, la ministración, la filantropía y la amistad fraterna.
El concepto de amor al prójimo está recogido en la Biblia (con las palabras ama a tu prójimo como a ti mismo), como el segundo de los dos mandamientos en los que Jesucristo resumió la totalidad de la ley divina.
Según el evangelio de Jesucristo, en el amor a Dios y en el amor al prójimo se basan la Ley y los profetas (Mt 22,40), es decir, las obras de literatura religiosa escritas por el pueblo hebreo, cuyo mensaje se atribuye a una especial inspiración divina y en las cuales se recoge el modo en que ha de vivirse la fe en Yahvé.